# Bibb Graves

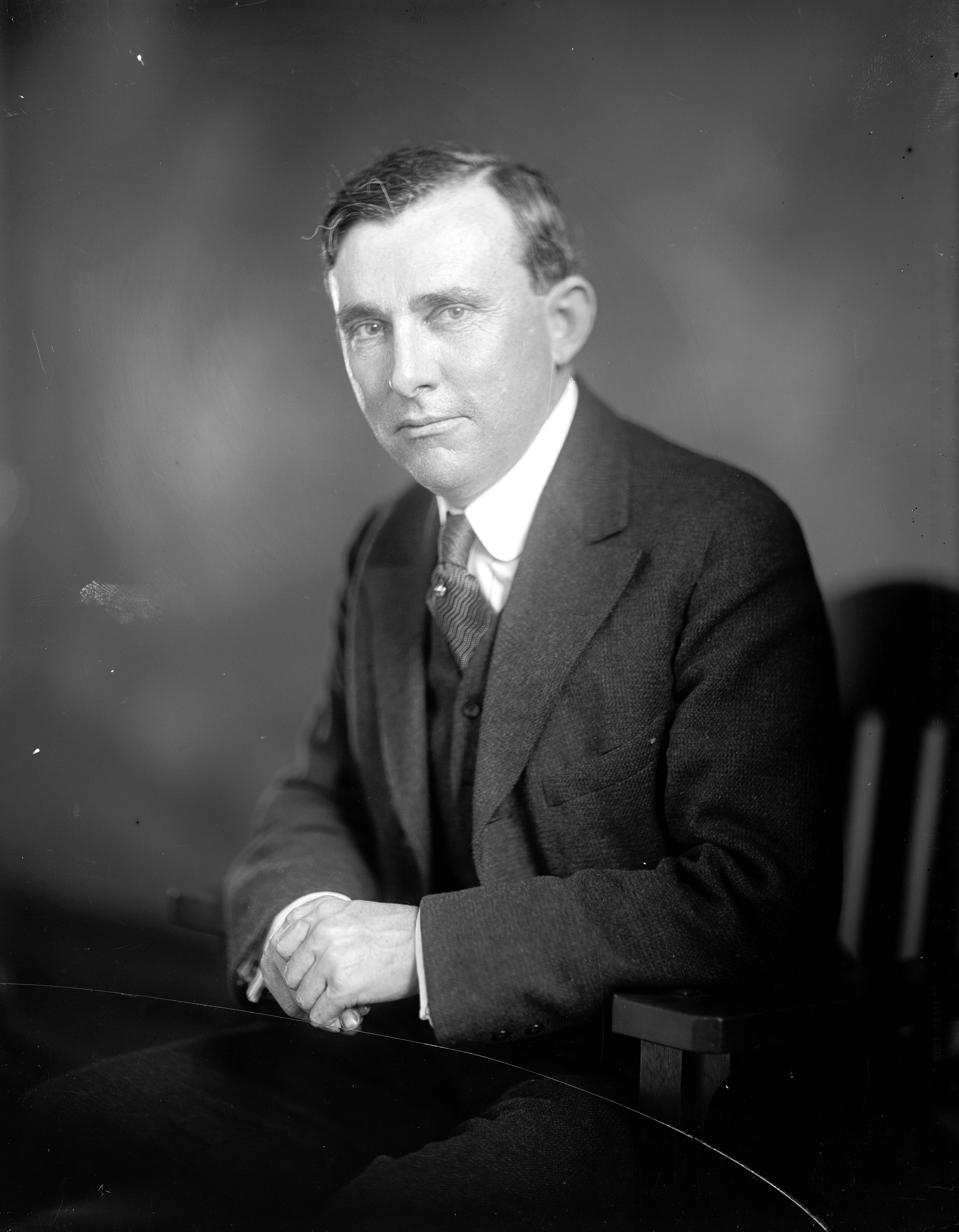
David Bibb Graves

David Bibb Graves (* 1. April 1873 in Hope Hull, Montgomery County, Alabama; † 14. März 1942 in Sarasota, Florida) war ein US-amerikanischer Politiker und der erste Gouverneur von Alabama, der zwei vierjährige Amtszeiten absolvierte. Graves war Mitglied der Demokratischen Partei.

## Frühe Jahre und politischer Aufstieg
Bibb Graves war ein Nachfahre von Alabamas vormaligem Gouverneur William Wyatt Bibb. Er besuchte die öffentlichen Schulen in Texas und graduierte 1893 an der University of Alabama mit dem Abschluss in Bauingenieurwesen. Anschließend studierte er ein Jahr lang Jura an der University of Texas und graduierte dann 1896 an der Yale University, wo er sein rechtswissenschaftliches Diplom (Law Degree) machte. 1897 bekam er seine Zulassung als Anwalt und eröffnete eine eigene Anwaltspraxis in Montgomery.
Graves hatte eine weitgehende militärische Laufbahn, von 1907 bis 1911 war er Adjutant General of Alabama und diente danach in der Alabama National Guard. Ferner war er auch im Ersten Weltkrieg aktiv und diente in Frankreich als Colonel der 117. Feldartillerie, 31. Division. 1898 begann seine politische Karriere mit seiner Wahl ins Repräsentantenhaus von Alabama, wo er bis 1901 tätig war. Ferner hatte er den Vorsitz im Alabama Democratic Executive Committee.

## Gouverneur von Alabama
Er scheiterte 1922 mit seinem ersten Kandidaturversuch für das Amt des Gouverneurs von Alabama. Erst im zweiten Anlauf 1926 schaffte er es und wurde am 2. November 1926 zum Gouverneur gewählt. Während seiner ersten Amtszeit wurde eine Benzinsteuer verabschiedet, die staatlichen Hafenanlagen wurden fertiggestellt, das Sträfling Lease System wurde aufgehoben und eine 25-Millionen-Dollar-Straßenanleihe wurde begeben. Ferner wurden neue Schulen mit Hilfe von Fördermitteln geschaffen, die Kosten für Lehrbücher nahmen ab, die Veteranendienststelle (Veteran's Bureau) wurde gegründet, um Alabamas Soldaten zu unterstützen, und das Highway-Department war geplant.
Nach der neuen Verfassung von Alabama war es ihm untersagt, für eine weitere nachfolgende Amtszeit zu kandidieren, so dass Graves am 19. Januar 1931 sein Amt verließ und zu seiner Tätigkeit als Anwalt zurückkehrte. Erst nach der Amtszeit seines Nachfolgers Benjamin M. Miller konnte er 1934 für eine weitere Amtszeit als Gouverneur kandidieren. Am 6. November 1934 wurde er dann für seine zweite Amtszeit gewählt und am 14. Januar 1935 vereidigt. Während seiner zweiten Amtszeit wurden das Alabama State Employment Service, das Board of Adjustment, das Department of Labor und das Rural Electrification Authority gegründet. Ferner wurden das World War Memorial Building und das Highway Department Building gebaut. Es wurde auch eine zweiprozentige Umsatzsteuer verabschiedet und ein Civil Service System wurde gegründet.
Graves verließ am 17. Januar 1939 sein Amt und beabsichtigte, 1942 für eine dritte Amtszeit zu kandidieren, er starb jedoch am 14. März 1942 in Sarasota. Er wurde auf dem Greenwood Cemetery in Montgomery beigesetzt.